# Thanh hao hoa vàng
Thanh hao hoa vàng, thanh cao hoa vàng, ngải hoa vàng, ngải si (danh pháp hai phần: Artemisia annua) là một loài ngải bản địa của vùng châu Á ôn đới nhưng nay hiện diện nhiều nơi trên thế giới, gồm cả các phần của Bắc Mỹ.
Tại Việt Nam, cây thanh hao hoa vàng mọc hoang và được trồng ở miền Bắc và ở Lâm Đồng.

## Đặc điểm
Cây hàng năm, thân thảo, cao từ 1 m đến 2 m, mọc ở các trảng cỏ.

## Sử dụng
- Lá và ngọn non dùng làm rau nấu canh[6].
- Lá trị bệnh ngoài da, rôm sảy[6].
- Toàn cây chứa artemisin chữa bệnh sốt rét[6]. Cây thanh hao cũng chứa một số hoạt chất có thể hỗ trợ điều trị ung thư. Theo một số các nhà chuyên môn độc lập, sự hiểu biết hiện thời chưa đủ để ứng dụng nó vào việc chữa bệnh ung thư ngoại trừ những nghiên cứu trong bệnh viện.[7]
- Lá chứa artemisinin với hàm lượng nhiều nhất trong toàn cây dùng để chiết artemisinin làm thuốc chữa sốt rét, bán tổng hợp một số thuốc chữa sốt rét khác.

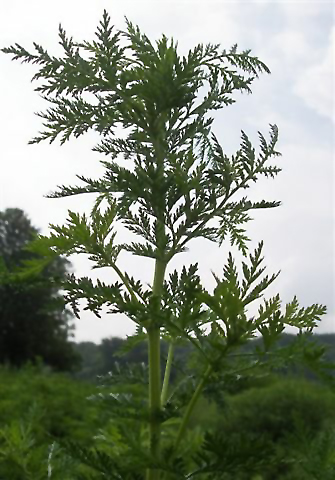
Cây thanh hao
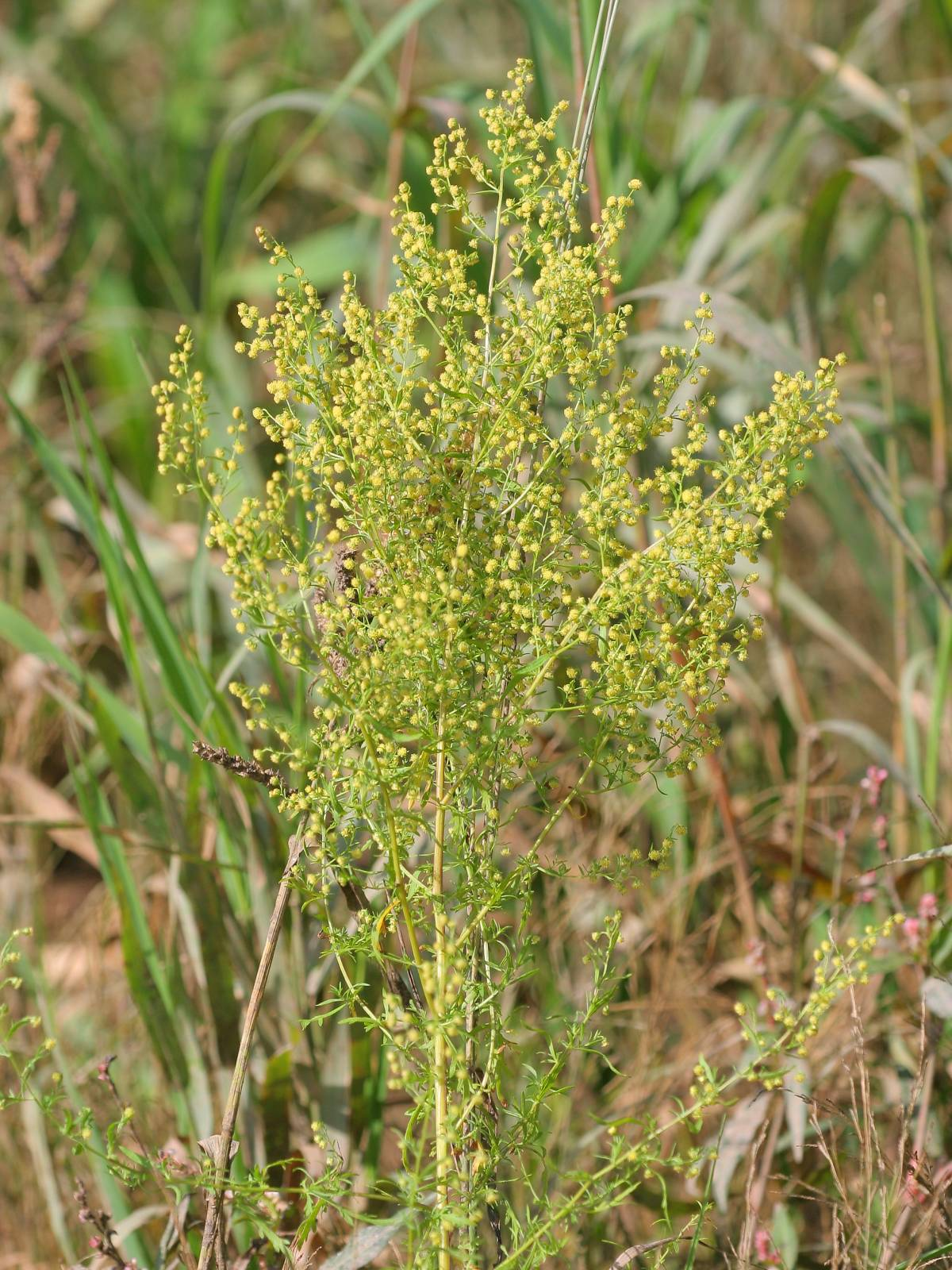
Cây thanh hao
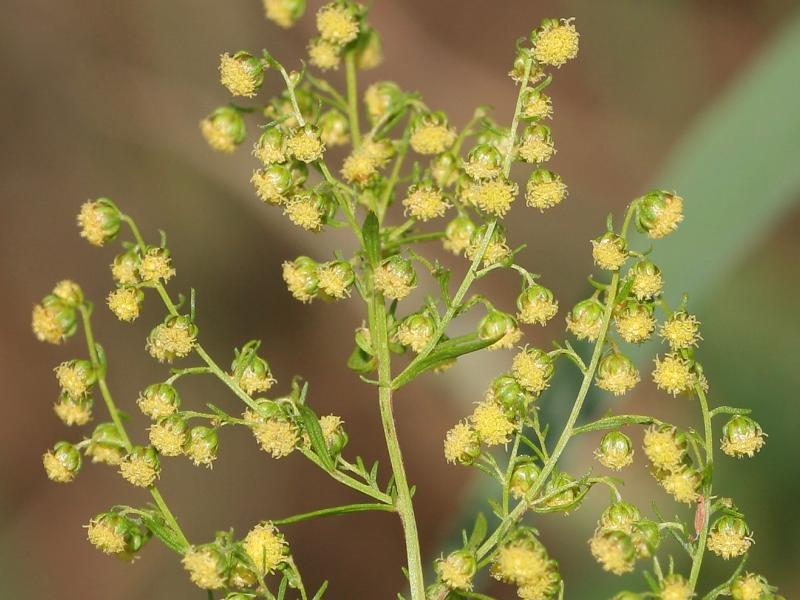
Cành mang hoa
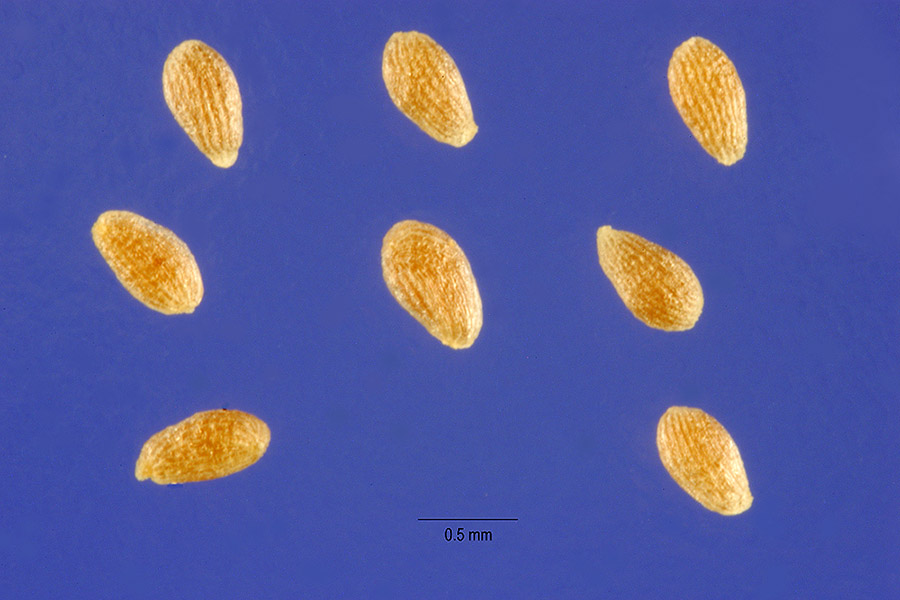
Hạt thanh hao